# Горж (Сома)
Горж (фр. Gorges) насеље је и општина у североисточној Француској у региону Пикардија, у департману Сома која припада префектури Амјен.
По подацима из 2011. године у општини је живело 43 становника, а густина насељености је износила 8,83 становника/km². Општина се простире на површини од 4,87 km². Налази се на средњој надморској висини од 135 метара (максималној 147 m, а минималној 95 m).

## Демографија
| 1962. | 1968. | 1975. | 1982. | 1990. | 1999. | 2011. |
| ----- | ----- | ----- | ----- | ----- | ----- | ----- |
| 62    | 70    | 53    | 44    | 42    | 47    | 43    |

График промене броја становника у току последњих година